# 感謝＝∞
《感謝＝∞》為日本男偶像團體關西傑尼斯8的第1張迷你專輯。

## 概要
- 以出道前就在演唱會或電視節目中表演的歌為主軸，多為小傑尼斯時代時的團體專屬歌曲。
- 初回限定盤與通常盤的收錄曲目不同。前者為「浪花伊呂波節（日语：浪花いろは節）Winter Rock Mix」，後者則收錄「Eden」。
- 初回限定盤附有貼紙。

## 收錄歌曲

### 初回限定盤
1. DREAMIN' BLOOD
  - 作詞：久保田洋司、作曲：谷本新、編曲：ha-j
2. 浪花いろは節
  - 作詞：MASA、作曲・編曲：馬飼野康二
3. All of me for you
  - 日語歌詞：TAKESHI、作曲：Brian Hobbs, Christian Svensson, Jany Schella、編曲：五十嵐学
4. 旅人
  - 作詞・作曲：HIKARI、編曲：鈴木雅也
  - 關8主演的舞台劇『Another』的主題曲。
5. 10年後の今日の日も
  - 作詞・作曲・編曲：清水昭男
6. 冬のリヴィエラ
  - 作詞：松本隆、作曲：大瀧詠一、編曲：長岡成貢
  - 翻唱自演歌歌手森進一的歌曲
7. 浪花いろは節 （Winter Rock Mix） - Bonus Track
8. 浪花いろは節 （Trance Mix） - Bonus Track

### 通常盤
1. DREAMIN' BLOOD
2. 浪花いろは節
3. All of me for you
4. 旅人
5. 10年後の今日の日も
6. 冬のリヴィエラ
7. Eden
  - 作詞・作曲：HIKARI、編曲：蔦谷好位置
8. 浪花いろは節（Trance Mix） - Bonus Track

## 相關連結
- 感謝＝∞（日語）